# Dětřichov u Svitav
Dětřichov (deutsch Dittersdorf) ist eine Gemeinde in Tschechien. Sie liegt sieben Kilometer nordöstlich von Svitavy und gehört zum Okres Svitavy.

## Geographie

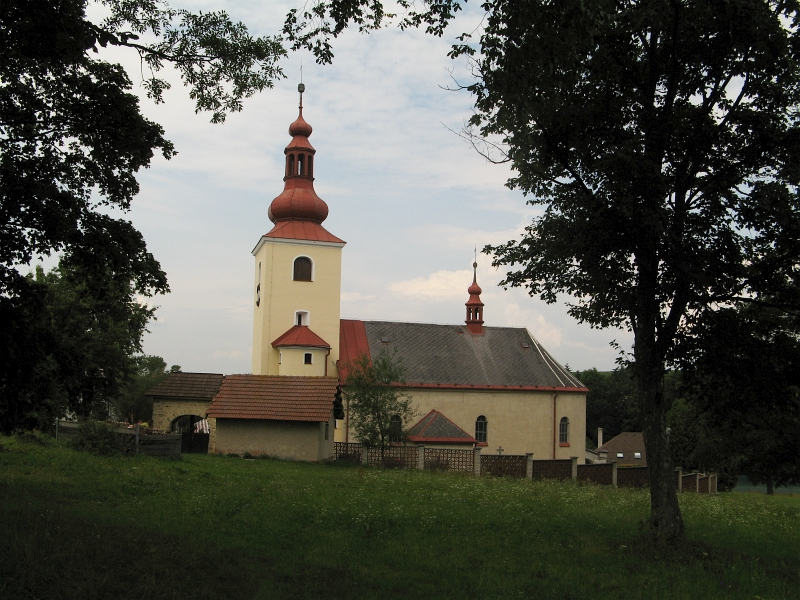
Kirche von Dětřichov

Dětřichov befindet sich im Tal des Dětřichovský potok, eines rechten Zuflusses der Třebovka, westlich des Schönhengster Rückens (Hřebečovský hřbet) in der Böhmisch-Mährischen Höhe. Nördlich liegt das Waldgebiet Mladějovskýles (Stillfrieder Wald). Im Nordosten erhebt sich der Mladějovský vrch (Blosdorfer Berg; 647 m), im Südosten der Strážný vrch (Sandkopf; 610 m).
Nachbarorte sind Helvíkov im Norden, Mladějov na Moravě im Nordosten, Víska und Nová Ves im Osten, Vysoké Pole im Südosten, Koclířov im Süden, Lačnov im Südwesten, Český Lačnov, Košíře und Opatovec im Westen sowie Opatov im Nordwesten.

## Geschichte
Der Ort im Grenzgebiet Böhmens zu Mähren war bereits in der Jungsteinzeit besiedelt. Aus der Zeit um 1000 v. Chr. finden sich Spuren, die davon zeugen, dass auch Getreide angebaut wurde. Zeugnisse einer weiteren Besiedlung während der Bronze- und Eisenzeit fehlen dagegen völlig.
In der Mitte des 12. Jahrhunderts entstanden im Zuge der Besiedlungstätigkeit des Prämonstratenserklosters Leitomischl mehrere Dörfer in der näheren Umgebung. Die weitere Kolonisation des Grenzwaldes wurde dem Kloster durch König Vladislav II. untersagt. Nach dem Tode des Königs im Jahre 1173 setzte das Kloster seine Kolonisationstätigkeit ungeachtet des geltenden Verbotes fort und holte deutsche Siedler ins Land.
Ottokar II. Přemysl förderte die Kolonisation, und während der Amtszeit des Abtes Hermann Herrmann (1245–1260) entstanden mehrere Orte. Im Zusammenhang mit der Gründung von Abtsdorf, die für 1248 angenommen wird, entstanden nachfolgend weitere zugehörige Ortschaften, zu denen auch Dětřichov gehörte. Im Zuge der Errichtung des Bistums Leitomischl begann 1344 eine Trennung zwischen den bischöflichen und den klösterlichen Gütern.
Erstmals urkundlich erwähnt wurde Theoderici villa im Jahre 1347 als Besitz des Klosters in Leitomischl. Seit 1348 ist die Pfarre nachweisbar. Über einige dem Bistum zustehenden Rechte wurde 1398 ein Vergleich geschlossen. Während der Hussitenkriege erlosch das Kloster, wie auch das Bistum. Ihre Güter gelangten in weltliche Hände. Dittersdorf wurde Teil der Herrschaft Leitomischl und gehörte den Kostka von Postupitz. Nach dem Ständeaufstand von 1547 wurden die Güter von Bohuš Kostka von Postupitz konfisziert.
1691 gründete Johann Friedrich Graf von Trauttmansdorff das Dorf Stillfried.  Georg von Waldstein ließ 1777 Hohenfeld anlegen. Bis zur Aufhebung der Patrimonialherrschaften im Jahre 1848 blieb Dittersdorf zur Herrschaft Litomyšl zugehörig. 1857 lebten in der Gemeinde 1470 Menschen. Im Jahre 1930 hatte Dittersdorf mit den Ortsteilen Hohenfeld und Stillfried  1104 Einwohner, die fast alle der deutschen Volksgruppe angehörten. Nach dem Münchner Abkommen wurde der Ort dem Deutschen Reich zugeschlagen und gehörte von 1939 bis 1945 zum Landkreis Zwittau. In der Nachkriegszeit erfolgte die Vertreibung der deutschen Bewohner. Dětřichov wurde durch Tschechen aus Böhmen, Mähren, der Slowakei, Wolhynien und Rumänien wieder besiedelt.

## Gemeindegliederung
Für die Gemeinde Dětřichov sind keine Ortsteile ausgewiesen. Zu Dětřichov gehören die Ansiedlungen Víska (Stillfried) und Vysoké Pole (Hohenfeld).

## Sehenswürdigkeiten
- Kirche St. Peter und Paul, die im 14. Jahrhundert entstandene Kirche wurde 1703 umgebaut. Ihre barocke Gestalt erhielt sie nach dem Brand von 1793.